# Sixten Camp

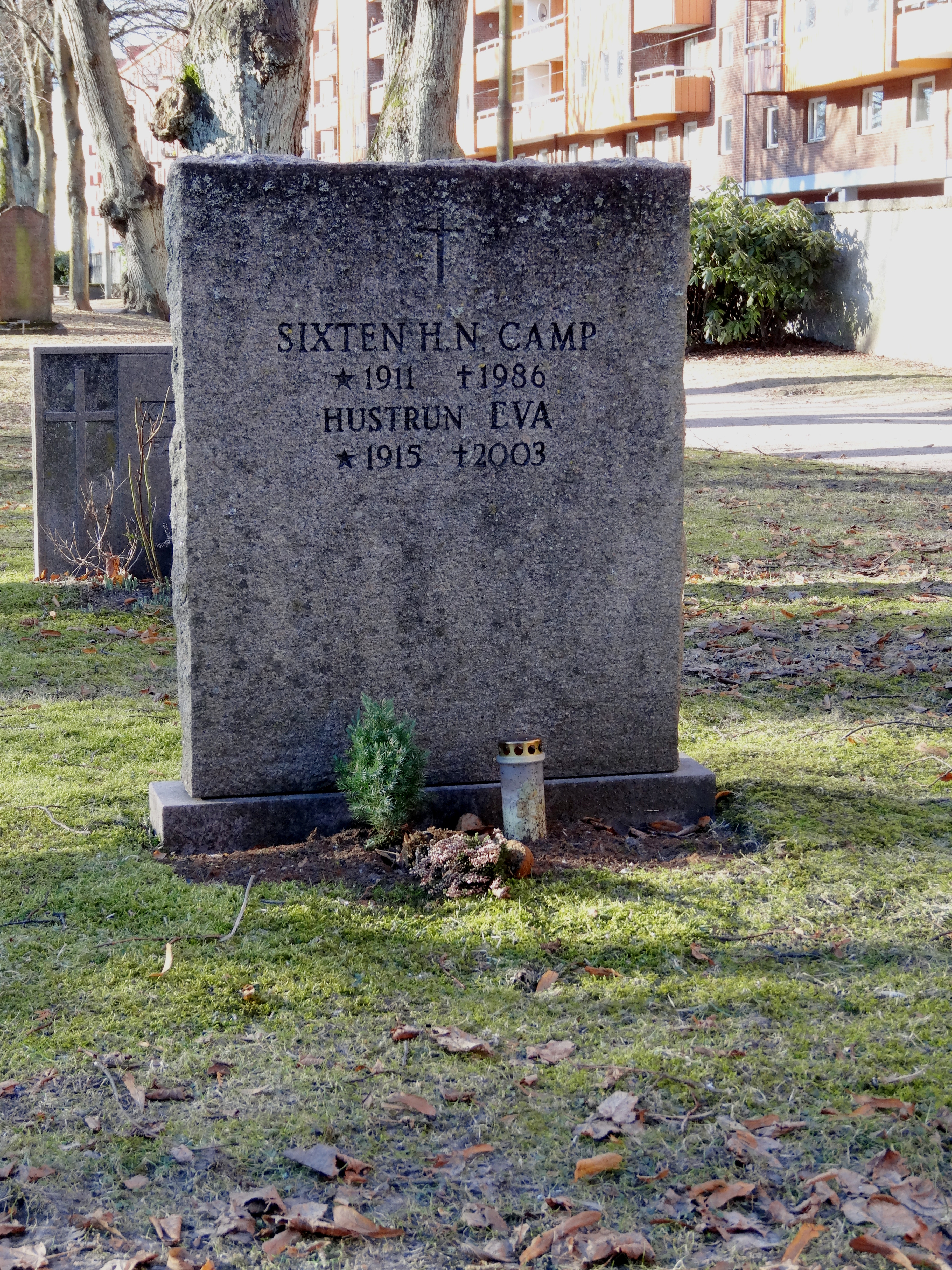
Camps gravvård på Stampens kyrkogård i Göteborg.

Sixten Henrik Nikolaus Camp, född 17 mars 1911 i Karlskrona, död 8 november 1986 i Härlanda församling, Göteborg, var en svensk spårvägsdirektör vid Göteborgs spårväg. 
Sixten Camp var son till tulldirektören Christian Camp och Signe, född Hansson, samt gifte sig 1939 med Eva Hultkrantz. Camp blev civilingenjör vid Chalmers 1932, var anställd vid SKF 1934–35 och därefter vid Statens Järnvägar från 1935. Han arbetade som lokstationsföreståndare i Bollnäs och Sävenäs. Han arbetade sedan som maskiningenjör 1945, var förste byråingenjör vid Järnvägsstyrelsen 1946 och blev byrådirektör vid maskintekniska byrån 1948. Camp var direktör hos Göteborgs spårvägar 1952–70.
Camp var väl drivande bakom utvecklingen av M25-vagnarna och den övriga modernisering av Göteborgs spårvägar som skedde under 1950- och 1960-talen, exempelvis nya spårvägar förberedda för stadsbanestandard, enmansbetjäning och kupongsystemet med makuleringsutrustning av fabrikat CAMP. I samband med Snabbspårvägsutredningen 1967 ställde sig Camp emot planerna på en stadsbana och förordade vidare utredningar kring den spårbundna trafiken, bland annat med idén om spårtaxi. Detta gjorde att stadsbanan aldrig kom att bli av då konjunkturen hann vända och spårvägen blev kvar.
Camp slutade vid Göteborgs spårvägar 1970 och började då arbeta med nya planer på spårtaxi, som han menade skulle ge betydligt bättre yttäckning och snabbare resor än det planerade stadsbanesystemet. Sixten Camp hade många uppdrag förutom spårtaxiplanerna efter sin pensionering. Bland annat var han drivande i arbetsgruppen för en stor konferens och mässa om kollektivtrafik i Göteborg 1979; Public Transport Systems in Urban Areas.
Camp var kommendör av Nordstjärneorden. Camp gravsattes den 30 december 1986 på Stampens kyrkogård i Göteborg. En gata i Göteborg har uppkallats efter honom i kvarteret Venus, Gårda i anslutning till Gårdahallen och J. Sigfrid Edströms gata.